# 공항버스 (기업)
공항버스(空港―)는 서울특별시 강서구 개화동로8길 17 (개화동)에 있는 서울특별시의 시내버스 운송 업체이다.

## 회사 소개
1962년 5월 19일 지성운수로 설립하였다. 1972년 하반기 사명을 지성운수에서 공항버스로 변경하였다. 1976년 도시형버스 106번을 보성운수에 매각하였다. 2004년 서울특별시 버스 개편 당시 다모아자동차에 지분을 출자하였다. 2009년 4월 26일까지 방화동 방화2단지 인근에 차고지가 있었으나 2009년 4월 27일부터 방화동으로 이전하였으며, 공항리무진과는 관련이 없다.

## 운행 노선
2024년 2월 5일 기준이다.
| 운행노선     | 운행구간          | 운행구간 | 운행구간        | 배차간격 (분) | 인가 대수 | 비고                                                     |
| ------------ | ----------------- | -------- | --------------- | ------------- | --------- | -------------------------------------------------------- |
| 605번        | 개화역 (김포공항) | ↔        | 후암동 (서울역) | 7~12          | 27        | 구 128번                                                 |
| 6631번       | 개화역            | ↔        | 영등포시장      | 6~10          | 26        | 구 125번                                                 |
| 6632번       | 개화역            | ↔        | 당산역          | 10~20         | 17        | 구 412번 연장                                            |
| 6633번       | 개화역            | ↔        | 여의도역        | 20~30         | 11        | 2024년 2월 2일 신설6649+6654통합                         |
| 서울02출근번 | 김포시 풍무동     | →        | 김포공항역      | 1일 12회      | 3         | 2023년 8월 21일 신설 다모아자동차와 공동배차로 운행한다. |
| 서울02퇴근번 | 김포공항역        | →        | 김포시 풍무동   | 1일 3회       | 2         | 2024년 6월 10일 신설 다모아자동차와 공동배차로 운행한다. |
| N64번        | 개화역            | ↔        | 염곡동          | 25~30분, 8회  | 4         | 삼성여객과 공동배차로 운행한다.                          |

## 과거 운행 노선
| 운행노선 | 운행구간       | 운행구간 | 운행구간                | 비고 |
| -------- | -------------- | -------- | ----------------------- | --- |
| N65번    | 강서공영차고지 | ↔        | 금천구 시흥동           | 범일운수와 공동배차로 운행하였다. 2016년 11월 28일 운행 개시, 2022년 4월 18일 폐선                      |
| 6600번   | 강서공영차고지 | ↔        | 경인아라뱃길 김포터미널 | 오케이버스, 김포교통, 다모아자동차와 공동배차로 운행하였다. 2011년 11월 8일 폐선                        |
| 6633번   | 강서공영차고지 | ↔        | 여의도                  | 구 9번. 2010년 1월 8일 폐선                                                                             |
| 6649번   | 신도림역       | ↔        | 오목교역                | 구 구로마을 15-10번                                                                                     |
| 6654번   | 해군회관       | ↔        | 여의도역                | 구 영등포마을 16-9번                                                                                    |
| 8620번   | 한강시민공원   | ↔        | 장충체육관              | 다모아자동차, 중부운수와 공동배차로 운행하였다. 주말만 운행. 2011년 4월 운행 개시, 2011년 11월 운행중단 |
| 8661번   | 방화역         | ↔        | 당산역                  | 김포교통과 공동배차로 운행하였다. 2009년 7월 11일 폐선                                                  |
| 8663번   | 가양역         | →        | 여의도역                | 2015년 2월 26일 ~ 2016년 10월 28일                                                                      |

### 2004년 개편 전 운행 노선
- 9번: 방화동 ↔ 가양역 ↔ 염창동 ↔ 선유도역 ↔ 당산역 ↔ 여의도 (개편후 6633번으로 운행하였으나 2010년 1월 8일에 폐선되었다. 이 노선은 김포교통으로부터 양도 받은 노선이다.)
- 63번 (좌석버스): 방화동 ↔ 개화산역 ↔ 김포공항 ↔ 송정역 ↔ 발산역 ↔ 화곡입구 ↔ 등촌역 ↔ 강서구 보건소 ↔ 도시가스 ↔ 마포역 ↔ 공덕역 ↔ 애오개역 ↔ 충정로역 ↔ 경복궁역 ↔ 광화문역 ↔ 시청역 (서울 지하철 5호선 개통으로 1999년 폐선.)
- 63-1번 (좌석버스): 인천광역시 계산동 ↔ 계산단지 ↔ 상야동,하야동 ↔ 김포공항역 ↔ 송정역 ↔ 발산역 ↔ 화곡입구 ↔ 등촌역 ↔ 강서구 보건소 ↔ 도시가스 ↔ 마포역 ↔ 공덕역 ↔ 애오개역 ↔ 충정로역 ↔ 경복궁역 ↔ 광화문역 ↔ 시청역 (서울 지하철 5호선 개통으로 서울시내 승객은 줄었으나 인천광역시 계산동 지역 승객들로 오랜 기간 운행했으며 및 300번 신설 이전에는 상야동, 하야동 경유 국도로 운행하는 유일한 노선이었다. 그러나 강인여객 300번 개통에 63-1번 좌석버스 노선이 당산역 변경으로 승객이 감소되자 이 노선은 결국 2002년 7월 3일 경기도 업체인 성민버스 (현 도원교통)로 넘어가면서 운행하다가 2002년 12월 1일 김포운수 66번 변경되어 노선이 영등포역까지 단축되었다. 그러나 현재 66번마저 송정역까지 추가 단축되었다. 그리고 2010년 9월 인천광역시 업체인 신동아교통으로 매각되었다.)
- 105번: 부천 원종동 ↔ 오쇠동 ↔ 김포공항 ↔ 송정역 ↔ 발산역 ↔ 등촌역 ↔ 염창동 ↔ 선유도 ↔ 당산역 ↔ 영등포시장역 ↔ 신길역 ↔ 대방역 ↔ 노량진역 ↔ 흑석역 ↔ 동작역 ↔ 구반포역 ↔ 신반포역 ↔ 고속터미널역 ↔ 교대역 ↔ 법조단지 (영등포로 단축 운행하다가 1980년대 후반에 폐선. 영인운수에서 운행했던 105번과는 무관하다.)
- 105-1번: 부천 원종동 ↔ 오쇠동 ↔ 김포공항 ↔ 송정역 ↔ 발산역 ↔ 등촌역 ↔ 염창동 ↔ 선유도 ↔ 당산역 ↔ 영등포시장역 ↔영등포역
- 125번: 방화동 ↔ 개화산역 ↔ 공항시장역 ↔ 양천향교역 ↔ 가양아파트 ↔ 염창동 ↔ 당산역 ↔ 영등포구청역 ↔ 당산동진로아파트 ↔ 영등포시장 ↔ 영등포역 (현 6631)
- 128번: 방화동 ↔ 공항시장역 ↔ 김포공항 ↔ 송정역 ↔ 발산역 ↔ 등촌역 ↔ 염창동 ↔ 선유도 ↔ 당산역 ↔ 영등포시장역 ↔ 영등포역 ↔ 신길역 ↔ 대방역 ↔ 노량진역 ↔ 용산역 ↔ 삼각지역 ↔ 남영역 ↔ 숙대입구역 ↔ 서울역 ↔ 후암동 (현 605)
- 412번: 가양동 ↔ 등촌동 ↔ 강서구 보건소 ↔ 염창역 ↔ 당산역 (현 6632)
- 412번 (심야): 방화역 ↔ 공항시장역 ↔ 송정역 ↔ 마곡역 ↔ 발산역 ↔ 화곡입구 ↔ 강서구 보건소 ↔ 도시가스 ↔ 당산역 ↔ 영등포역 (현재 심야 노선의 대체 노선으로는 김포운수 60번이 있다.)
- 426번: 방화동 ↔ 양천향교 터 ↔ 등촌동 ↔ 염창동 ↔ 당산역 ↔ 합정역 ↔ 홍대입구역 (1996년 12월 당산철교 철거가 예고되면서 1996년 12월에 우선 개통된 노선이다. 타 회사인 안양교통, 보영운수, 한남운수, 신촌운수 (현.중부운수) 등지에서 무료 셔틀버스로 운행되면서 426번 노선 운영의 어려움이 생기자 결국 426-1번은 신설하여 홍대입구역 ~ 당산역 구간 무료로 운행되고 426번은 당산역까지 단축 후 412번에 통폐합된다. 그리고 426-1번도 당산철교가 개통됨에 따라서 2000년 1월에 폐지하려 했으나 139번을 운행하였던 신촌운수 (현.중부운수)의 부도로 139번 노선 대체를 위해 426-1번이 문래역 ↔ 홍대입구역 운행하다가 2001년 폐선.)
- 605번 (공항버스): 인천국제공항 ↔ 마포역 ↔ 공덕역 ↔ 충정로역 ↔ 광화문역 ↔ 시청역 ↔ 서울역 (공항리무진에 인수되어 현재 6005번으로 운행 중이다. 간선버스 605번과는 무관한 노선)
- 700번 (좌석버스): 방화동 ↔ 공항시장역 ↔ 김포공항 ↔ 송정역 ↔ 발산역 ↔ 화곡입구 ↔ 등촌역 ↔ 강서구 보건소 ↔ 염창동 ↔ 당산역 ↔ 영등포역 ↔ 여의도 (서울 지하철 5호선이 전면 개통되면서 좌석버스의 역할이 줄어들고 얼마 못가 폐선되었다. 현재 송내역에서 여의도로 운행 중인 소신여객 700번과는 무관한 노선)
- 700-1번 (좌석버스): 방화동 ↔ 방화2단지 ↔ 가양아파트단지 ↔ 염창동 ↔ 당산역 ↔ 영등포역

## 보유 차량
자일대우버스
- 자일대우 NEW BS090

현대자동차
- 현대 그린시티
- 현대 뉴 슈퍼 에어로시티
- 현대 저상 뉴 슈퍼 에어로시티
- 현대 일렉시티

하이거 버스
- 하이거 하이퍼스 EV